# 石飛卓美
石飛 卓美（いしとび たくみ、1951年6月14日 - 2014年5月26日）は、日本のSF作家。農家。島根県雲南市三刀屋町出身。大阪経済大学卒業。三刀屋町町会議員もつとめた。日本SF作家クラブ会員。

## 経歴・人物
SF同人「星群の会」出身。1979年、「カメラの中に住む男」でS-Fマガジンリーダーズ・ストーリー入選。1985年、星群の会『光の賢者』に掲載の「ミネルヴァの森話」で第4回SFファンジン大賞（日本SFファングループ連合会議主催）創作部門受賞。同作はSFアドベンチャーにも掲載された。
SFファンとしての活動でも知られた。ファングループ「山陰SF創作会」を主催。またローカル・コンベンション「出雲SFコンパ（雲魂（うんこん））」を主催する。2002年7月には、島根県玉湯町玉造温泉で行われた第41回日本SF大会「ゆーこん」を主催。
2001年に日本SF作家クラブが『SF入門』（早川書房）を刊行する際に行った、国内・海外のSF小説からベスト10を選ぶアンケートで国内は、小松左京の短編小説「ゴルディアスの結び目」を、海外では、ロバート・A・ハインラインの「月は無慈悲な夜の女王」をそれぞれ1位に挙げている。
また、同アンケートでSFに傾倒するようになったのは中学時代に学研の中学コースに載っていた福島正実抄訳の海外作品を読んだのがきっかけであり、創作に目覚めたのは20歳を過ぎた頃に星新一のショートショートに触れたのがきっかけだと答えている。
1976年頃、出雲市にある稗原ダムの建設により水没するエビネラン約5000株を自宅の裏山に移植し、1998年から一般公開している。
2009年、石飛自生エビネ園を開園。
2014年5月26日未明に死去。62歳没。

## 文学賞
- 1980年	第6回  ハヤカワ・SFコンテスト最終候補 「繭の時代」
- 1985年 第4回  SFファンジン大賞・創作部門 「ミネルヴァの森話」（星群の会『光の賢者』掲載）
- 1990年 第21回 星雲賞参考作品 『ふたりの森のラビリンス』
- 2012年	第58回	江戸川乱歩賞一次通過　「ファンガス　Ｘ」

## 主な作品
- 人狐伝（トクマ・ノベルス、1987年9月）
- 天狐呪風（トクマ・ノベルズ、1988年6月）
- 火焔菩薩（トクマ・ノベルズ、1988年12月）
- ふたりの森のラビリンス（イラスト：たいき・よう、いちご文庫ティーンズメイト、1989年11月）
- グリーン・ソルジャー（イラスト：北崎拓、エニックス文庫、1990年5月）
- 霊風記（トクマ・ノベルス、1990年3月）
- 惟神伝 流転之巻（大陸書房、1991年8月）
- 惟神伝〈2〉 乱雲の巻（大陸書房、1992年5月）
- 日本未来ばなし（ジョイ・ノベルス、1992年11月）
- 滅びの時間流（実業之日本社、1993年8月）
- 亡霊たちのフォークロア（実業之日本社、1996年3月）
- 戦国疾風録 毛利の野望（学習研究社、2003年7月）

### 自伝
- 才のままに生きて、努力というものをしなかった小説家の遍(変)歴（山陰SF創作会編、2014年8月）